# Danger (Nitro)
| Recensione     | Giudizio |
| -------------- | -------- |
| Impatto Sonoro | Positivo |

Danger è il primo album in studio del rapper italiano Nitro, pubblicato il 16 luglio 2013 dalla Machete Empire Records e distribuito dalla Sony Music e dalla Epic Records.

## Tracce
1. 0 – 2:14
2. Back Again – 3:02
3. Danger – 3:14
4. Nipo Skit – 0:20
5. Family Affair – 3:45
6. Margot – 3:47
7. Kill Them All – 3:04
8. Storia di un presunto artista – 2:36
9. Bipolar Mind – 3:54
10. Without You – 3:38
11. Mr. Anderson (feat. Belzebass) – 3:26

## Formazione
Musicisti
- Nitro – voce
- DJ Slait – scratch (eccetto traccia 2)
- DJ Shocca – scratch (traccia 2)

Produzione
- Davide Ice – produzione (traccia 1)
- DJ Shocca – produzione e missaggio beat (traccia 2)
- Stabber – produzione e missaggio beat (traccia 3)
- Squarta – produzione e missaggio beat (traccia 5)
- Salmo – produzione (traccia 6)
- Denny the Cool – produzione (traccia 7)
- Strage – produzione (traccia 8)
- Deleterio – produzione (traccia 9)
- Karma 22 – produzione (traccia 10)
- Belzebass – produzione e missaggio beat (traccia 11)
- Luca "The Night Skinny" Pace – registrazione, missaggio (eccetto tracce 2, 3, 5 e 11), mastering

## Classifiche
| Classifica (2013) | Posizione massima |
| ----------------- | ----------------- |
| Italia            | 4                 |